# Schraubzwinge

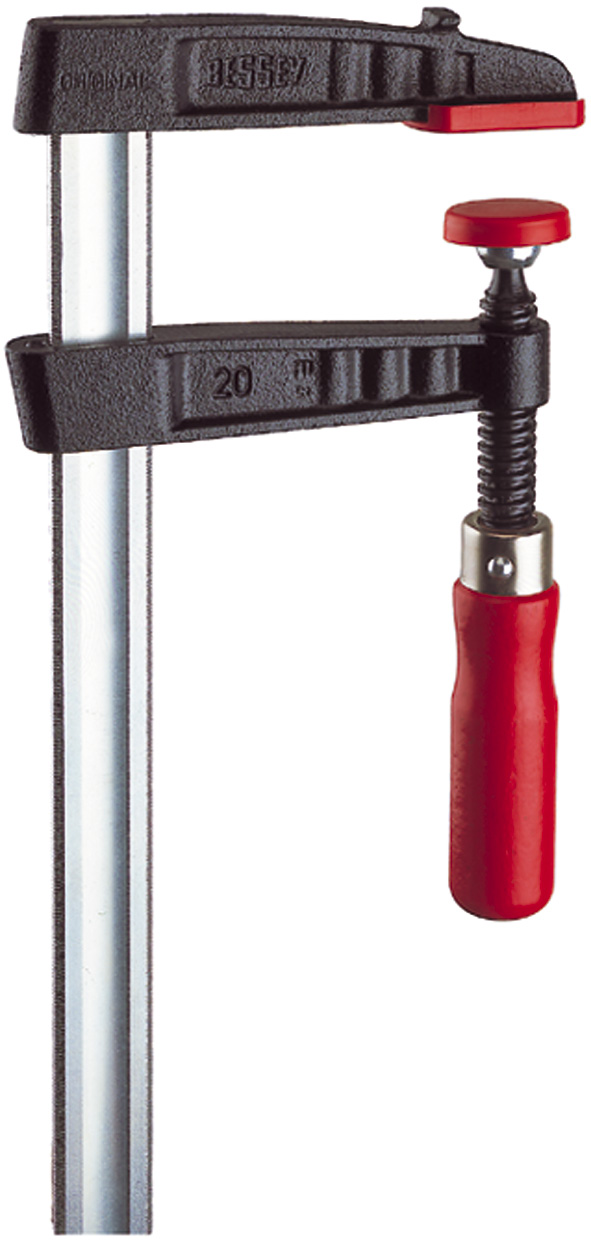
Temperguss-Schraubzwinge für starres Spannen

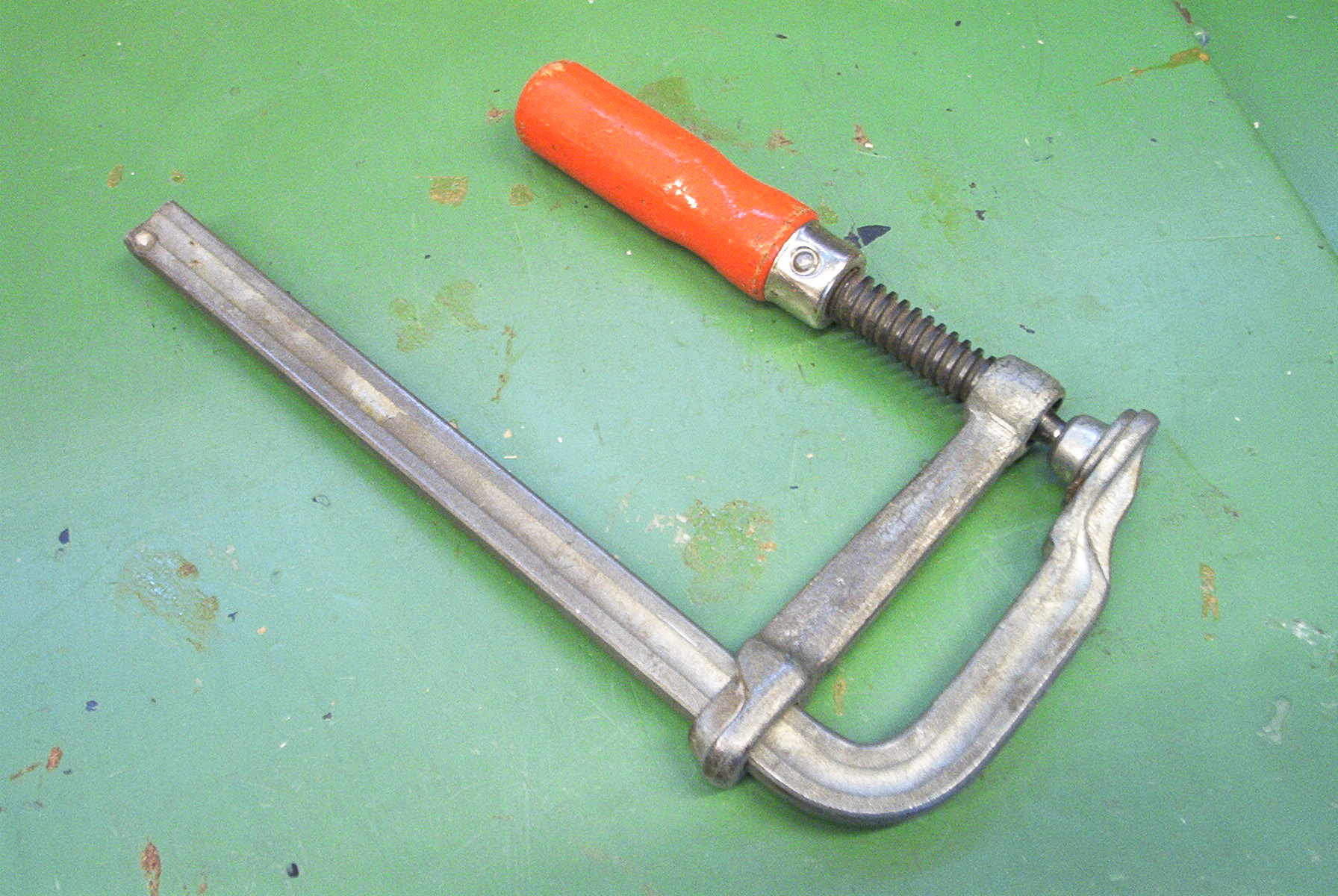
Ganzstahl-Schraubzwinge für federndes Spannen

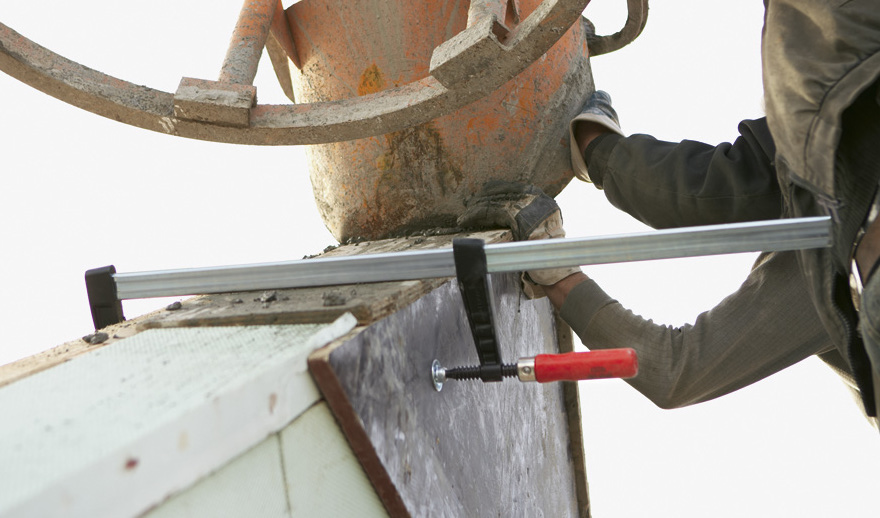
Schraubknecht in Anwendung

Eine Schraubzwinge ist ein Spannmittel zum Zusammenpressen und Festhalten mehrerer Werkstücke bei der Bearbeitung. Große Schraubzwingen werden auch als Schraubknecht bezeichnet. Zum schnellen Spannen und Lösen sowie für Anwendungen, die nur eine geringe Druckkraft erfordern, werden alternativ auch Klemmzwingen eingesetzt.

## Aufbau
Eine Schraubzwinge besteht aus einem festen und einem auf einer Schiene beweglichen Spannarm. Durch den beweglichen Arm führt eine Gewindespindel mit Holz- oder Kunststoffgriff oder Knebel und beweglicher Kugeldruckplatte. Beim Spannen wird zunächst der feste Spannarm am einzuspannenden Werkstück angelegt und durch Verschieben des beweglichen Spannarms grob fixiert. Der Spannarm verkantet dabei auf der Führung. Durch zweckmäßige Abmessungsverhältnisse und dazu passende Werkstoffwahl verhindert die dann eintretende und konstruktiv gewollte Selbsthemmung das weitere Verschieben auf der Schiene. Die Feineinstellung und das Anpressen mit hoher Kraft erfolgt durch Anziehen der Gewindespindel. Es gibt neben  Ausführungen mit Tempergussfest- und -gleitbügel auf meistens geriffelten Stahlschienen und Ganzstahlzwingen, bei denen Schiene und Festbügel aus einem Teil und wie der Gleitbügel aus Stahl bestehen. Die häufigsten Varianten von Schraubzwingen sind:

### Temperguss-Schraubzwinge
Die Temperguss-Schraubzwinge hat eine Gleitschiene aus Stahl. Diese Zwingenart ist günstiger als eine Ganzstahlzwinge. Beim starren Spannen kann mit ihr eine hohe Spannkraft erreicht werden und eignet sich so besonders für Verleimungen von Bauteilen, wie Brettflächen.

### Ganzstahlzwinge
Bei Ganzstahlzwingen sind Gleitschiene, Gleit- und Festbügel aus Stahl. Aufgrund des Materials und der Fertigung von Gleitschiene und Festbügel aus einem durchgehenden Stück Stahl ist diese Zwingenart sehr hochwertig und dämpft, im Gegensatz zur Tempergusszwinge, Vibrationen sehr gut ab, beispielsweise eine Beton-Schalung, an der mit einem Verdichter oder Rüttler gearbeitet wird. Die Ganzstahlzwinge eignet sich besonders für Arbeiten, bei denen das Werkstück optimal fixiert werden muss.

### Einhandzwinge
Einhandzwingen können bei Bedarf auch mit nur einer Hand bedient werden. Somit eignen sich so besonders für Ein-Person-Arbeiten. Diese Zwingenart kann vielseitig angewandt werden und ist in der Anschaffung im Vergleich zu einer Temperguss- oder Ganzstahlzwinge oft recht günstig. Nachteilig an einer Einhandzwinge ist, dass diese nicht so viel Kraft ausüben kann wie die anderen Zwingenarten.

### Rohr-Schraubzwinge
Eine Rohr-Schraubzwinge ist eine lange Schraubzwinge aus zwei Gussteilen als Spannbacken und einem Rohr als Schaft. Verwendet wird sie zum Verleimen von Leimholz-Brettern und großen Rahmen. Sie ist deutlich preiswerter als eine gleich lange Schraubzwinge.

### Parallelschraubzwinge
Parallelschraubzwingen verfügen über eine doppelte Spindelführung, sodass die Spannflächen sich immer exakt parallel bewegen und die Werkstücke sich nicht gegeneinander verschieben. Eine Parallelschraubzwinge ist meist komplett aus Stahl gefertigt.

### Kantenzwinge
Kantenzwingen sind spezielle Schraubzwingen, mit denen auf die Kanten eines Werkstücks ein zweites Werkstück aufgepresst wird, wobei sich am Hauptwerkstück nur kraftschlüssig abgestützt wird.

### Türenspanner
Der Türenspanner findet Verwendung bei der Verleimung von Türen und Tischplatten. Er besteht aus einer Stahlschiene auf der eine mittels Schraubspindel verschiebbare Druck- und Gleitbacke angebracht ist.

### Tiefspann-Schraubzwinge
Tiefspann-Schraubzwingen haben eine besonders großen Spanntiefe / Ausladung von 200 bis 400 mm. Die Spannarme sind entsprechend lang und stabiler gebaut. Beispielsweise um eine Mittelwand eines Schrankes zwischen Boden und Deckel zu verleimen.

## Anwendung
In der Holzbearbeitung werden Schraubzwingen unter anderem verwendet, um Bauteile miteinander zu verleimen. Um Druckstellen auf den Werkstücken zu vermeiden, sind die Auflageflächen oft mit Kunststoffkappen versehen, zur gleichmäßigen Verteilung der Kraft und bei weichen Materialien werden jedoch Zulagen aus Holz oder Ähnlichem verwendet. Zulagen können auch notwendig sein, um schräge oder gewölbte Flächen des Werkstücks so auszugleichen, dass die Zwinge nicht abrutscht.

## Geschichte
Bis ins frühe 20. Jahrhundert waren Schraubzwingen aus Holz üblich, bei denen beide Arme unbeweglich waren; die gleichfalls hölzerne Spindel musste daher besonders lang sein, um über den gesamten Zwischenraum zwischen den beiden feststehenden Armen zu reichen. Trotzdem hatten diese Schraubzwingen meist eine geringere Spannweite als die heute üblichen Metallmodelle mit verschiebbarem Arm.